# Elaphidion cryptum
Elaphidion cryptum là một loài bọ cánh cứng trong họ Cerambycidae.